# بيير بيتي (سائق سيارة سباق)
بيير بيتي (بالفرنسية: Pierre Petit)‏ هو سائق سيارة سباق فرنسي، ولد في 27 سبتمبر 1957 في غويريت في فرنسا.

## وصلات خارجية
- بيير بيتي على موقع DriverDB.com (الإنجليزية)

- الموقع الرسمي